# Scharfsinn
Als Scharfsinn (veraltet: Sagazität) oder scharfsinnig wird allgemein die Fähigkeit eines durchdringenden Verstandes bezeichnet, das Wesentliche zu erfassen und die Dinge rasch zu durchschauen; der Duden erklärt ihn als „wacher Intellekt, der sofort das Wesentliche erfasst“. Der Scharfsinn wird oft in Verbindung mit Begabung, Klugheit, Vernunft und Geschäftssinn gebracht. Er steht im Gegensatz zum Witz und zur Fähigkeit, unerwartete Ähnlichkeiten zu entdecken, wie auch zum Tiefsinn, der beansprucht, Dingen auf den Grund zu gehen („tiefsinnig“ zu sein).
Die Philosophie der Aufklärung beginnt Ende des 17. Jahrhunderts, Scharfsinn als wichtiges erkenntnistheoretisches Vermögen des Verstandes zu verstehen. Zu der Zeit gilt allgemein der Scharfsinn als geistiges Vermögen, die Unterschiede zwischen zwei Objekten oder Gegenständen des Denkens zu erkennen.

## Philosophie: Witz und Scharfsinn

### Konzeptismus in Spanien und Italien
Etwa zeitgleich entstehen mit den beiden Werken Kunst des Scharfsinns (Baltasar Gracián 1642) und Aristotelisches Fernrohr (Emanuele Tesauro 1654) erste theoretische Systeme des Scharfsinns (lateinisch argutia, spanisch agudeza, italienisch argutezza). Beide Autoren versuchen, in ihrer Epoche des ausgehenden Barock oder Manierismus eine gemeinsame Grundlage zu geben für die Ästhetik und die Rhetorik in der allgemeinen menschlichen Fähigkeit, witzig zu sein. Gracián greift häufig auf seinen Landsmann Martial (40–104 n. Chr.) zurück und Tesauro auf den Griechen Aristoteles (384–322 v. Chr.) sowie auf die Lyrik von Giambattista Marino (1569–1625).

### Barock in Deutschland
Daniel Georg Morhof (1639–1691) ist der wichtigste Multiplikator für die Thesen Tesauros in Deutschland; seine Commentatio de argutiarum disciplina (1693) zeigt sich stark vom Aristotelischen Fernrohr beeinflusst. Auch für De argutis inscriptionibus (1678) von Christian Weise sind Einflüsse Tesauros’ vermutet worden. Eher von Gracián beeinflusste Theorien sind Ars nova argutiarum (1649) von Jacob Masen und Frauenzimmer-Gesprächspiele (1641–1649) von Georg Philipp Harsdörffer. In diesem Zusammenhang wird die Theorie des Scharfsinns insbesondere zur Verfertigung scharfsinniger bzw. pointierter Epigramme angewandt.

### Frühaufklärung: Wolff und Gottsched
Christian Wolff und Johann Christoph Gottsched schränken Witz und Scharfsinn definitorisch zunächst streng und systematisch ein. Witz, Scharfsinnigkeit und Aufmerksamkeit sind die zentralen Verstandesvermögen, die klare und deutliche Erkenntnis der Welt und der menschlichen Handlungen ermöglichen (siehe Leibniz). Alle drei sind angeborene Begabungen, können aber geübt und verbessert werden.
Aufmerksamkeit (attentio) ist das Vermögen, Einzelheiten an einer Sache wahrzunehmen; Scharfsinn (acumen) dementsprechend mit schneller Auffassungsgabe (gelenkte Aufmerksamkeit oder reflexio) die Merkmale einer Sache zu trennen und so zu deutlichen Begriffen zu gelangen. Damit gekoppelt ist der Witz (ingenium) als das Vermögen, die Ähnlichkeiten der Dinge untereinander wahrzunehmen und Gattungen und Arten, also Allgemeinbegriffe, zu finden. Tiefsinnigkeit (profunditas) ist außerdem das Vermögen, zusammengesetzte Begriffe „in einfachere zu zergliedern, und sie also immer deutlicher und vollständiger [adäquat] zu machen“ (Gottsched 1733, §480).
Mit Hilfe dieser Vermögen kann die Erkenntnis des eigenen und fremden Handelns und dessen Verbesserung fortschreiten, deren übergeordnetes Ziel die Vollkommenheit ist (vgl. Wolff 1733, §139). Letztendlich soll so die Glückseligkeit erreicht werden können.
Für Wolff sind Witz, Verstand und Schlussvermögen die Grundlagen der Findekunst (Heuristik). Es gibt die Möglichkeit, entweder a) aus Erfahrung und Beobachtung oder b) deduktiv aus bereits bekannten Sätzen logisch auf neues Wissen zu schließen (Wolff 1733, §§294ff). Solcher Witz ist unterschieden vom „gemeinen Witz“, der „nur zu Wortspielen dienlich“ ist (§309).
In Gottscheds Critischer Dichtkunst ist das Rezept zur Förderung des natürlichen Witzes und des Scharfsinns, die Jugend im „Zeichnen oder Reißen“ zu unterrichten, bis sie „wirkliche Personen zu schildern oder Gegenden und Landschaften zu malen“ beginnen, zugleich die Ausbildung zum Künstler: „Dergleichen Übungen formieren unvermerkt poetische Geister.“ (Gottsched 1972, S. 45). Kunstproduktion verläuft hier grundsätzlich nach dem mimetischen Prinzip, indem der Scharfsinn die Funktion des ständigen Vergleichs zwischen Werk und Vorbild innehat. Witz, Aufmerksamkeit, Scharfsinn sind (neben der Gelehrtheit und der Kunstfertigkeit) die wichtigsten Fähigkeiten, die ein Dichter auszubilden hat, soll er doch sowohl Erkenntnis erlangen können von den „unsichtbaren Gedanken und Neigungen menschlicher Gemüter“, als auch deren scharfsinnige Nachahmung beherrschen.

### Spätaufklärung: Kant
In Immanuel Kants Anthropologie in pragmatischer Hinsicht wird der Witz neu gefasst. Er steht nun in Opposition zum Vermögen der Urteilskraft. Der Schwerpunkt ist vom erkenntnisschaffenden Vermögen zum produktiven Vermögen verschoben. Urteilskraft „geht auf Bemerkung der Unterschiede unter dem Mannigfaltigen, zum Teil Identischen“ (also verwandt mit der Wolffschen Bestimmung des Scharfsinns); sie arbeitet deduktiv. Witz arbeitet induktiv und ermittelt die „Identität des Mannigfaltigen, zum Teil Verschiedenen“ (Kant 1798, S. 201 n. Originalpag.). Beide jedoch verdanken sich dem Scharfsinn. Kants Begriff des Witzes ist allein bezogen auf die „Blumen“ des Denkens; er konstatiert, dass „der Witz blühend genannt wird; und wie die Natur in ihren Blumen mehr ein Spiel, dagegen in den Früchten ein Geschäft zu treiben scheint, so wird das Talent, was in diesem angetroffen wird, für geringer im Rang (nach den Zwecken der Vernunft) als das beurteilt, was [der Urteilskraft] zukommt“ (ebd.).
Die wohl wesentlichste Neuerung bei Kant ist die produktive Kraft des Witzes: er „paart (assimiliert) heterogene Vorstellungen, die oft nach dem Gesetze der Einbildungskraft (der Assoziation) weit auseinanderliegen“ und nennt ihn ein „Verähnlichungsvermögen“. Kant differenziert vergleichenden (ingenium comparans) und vernünftelnden Witz (ingenium argutans), der jedoch angeboren und nicht erlernbar ist; es handelt sich bei ihm – wiederum eine Neuerung – um eine kommunikative Fähigkeit, eine „Liberalität der Sinnesart in der wechselseitigen Gedankenmitteilung“ (S. 220). Der Witz gibt „dem Verstand Stoff […], um seine Begriffe allgemein zu machen“ (S. 221), produziert also eine sinnreiche Mannigfaltigkeit an Einfällen, wiewohl er „seicht“ sein kann; gleichwohl findet Kant auch einen „gründlichen“ Witz, der „ein Vehikel oder Hülle für die Vernunft und deren Handhabung für ihre moralisch-praktischen Ideen sein kann“ (S. 222).

## Zitate
- Joseph Joubert, französischer Mysteriker (1754–1824), in Gedanken, Versuche und Maximen: „Der Scharfsinn bedarf nur eines Augenblicks, um alles zu bemerken, die Genauigkeit Jahre, um alles auszudrücken.“
- Johann Wolfgang Goethe, deutscher Gelehrter, Dichter und Schriftsteller (1749–1832): „Der Scharfsinn verläßt geistreiche Männer am wenigsten, wenn sie Unrecht haben.“